# Итон, Джозеф Ориэль
Джозеф Ориэль Итон (англ. Joseph Oriel Eaton; 1829—1875) — американский художник, работавший в жанре портрета, пейзажа и жанровой живописи; работал маслом и акварелью.

## Биография
Родился 8 февраля 1829 года в городе Ньюарке, округ Ликинг, штат Огайо.
С 1846 по 1862 год жил в Цинциннати. В середине 1850-х годов некоторое время находился в Новом Орлеане.
В 1863 году переехал в Нью-Йорк. Ежегодно, с 1864 по 1875 год выставлялся в Национальной академии дизайна. Несколько раз выезжал в Европу. Был избран в Национальную академию дизайна в качестве ассоциированного академика в 1866 году.
Джозеф Ориэль Итон был женат на Эмме Джейн Гудман (Emma Jane Goodman), у них было семеро детей.
Умер 7 февраля 1875 года в Йонкерсе, шатат Нью-Йорк. Был похоронен в Цинциннати на кладбище Spring Grove Cemetery.
- Некоторые портреты работы Итона
- Joseph E. Pope[6]
- Herman Melville
- John Means